# ماما نور (مسلسل)
ماما نور مسلسل مصري غنائي من بطولة بوسي وعبد المنعم مدبولي ومصطفى فهمي تم إنتاجه عام 1992م.

## طاقم العمل

### الممثلون
- مصطفى فهمي
- بوسي
- عبد المنعم مدبولي
- بكر الشدي
- إبراهيم نصر
- وفاء مكي
- أحمد عقل
- رأفت ماهر لبيب
- هند حسني
- فادي خفاجة
- رغده
- صفاء لطفي
- أمين عنتر
- علي الزفتاوي
- أبو الفتوح عمارة
- محمد توفيق
- هشام عبدالله
- فوزي الشرقاوي
- محمد السبع أفندي
- حسن شبل
- أشرف نصر
- إبراهيم وجدي
- فاروق فلوكس
- أمال رمزي
- أنجيل آرام
- سمير حسين
- محمد جلال

### إخراج
- حمدي الإبراشي (مخرج)
- ماهر مصطفى   (مخرج مساعد)
- محمد الرشيدي   (مخرج مساعد)

### إنتاج
- مؤسسة المفتي للإنتاج الإعلامي (بهجت صادق المفتي) (منتح)
- ستديو ويفر- الامرات العربيه المتحده - ام القوين (منتج منفذ)

### موسيقى
- محمد قابيل   (ألحان الأغاني والإستعراضات)
- بخيت بيومي (كلمات الاغاني)

### تأليف
- بهجت قمر (قصة وسيناريو وحوار)